# Седемдесет и шести пехотен полк
Седемдесет и шести пехотен полк е български пехотен полк, формиран през 1942 година и взел участие във Втората световна война (1941 – 1945).

## История
Седемдесет и пети пехотен полк е формиран на 21 септември 1942 във Враца от части на 3-ти, 15-и и 35-и пехотен полк, като и 2-ри дивизионен артилерийски полк. Съставен е от три дружини. Влиза в състава на 25-а пехотна дивизия. Изпратен е на Прикриващия фронт в района на село Факия. Към него се числи и 76-о возимо артилерийско отделение. Съгласно лично-поверително писмо № 173 от 30 април 1943 г. на командира на Прикриващия фронт на 25 май 1943 г. полкът е демобилизиран. Запасните чинове са уволнени, а действащите са приведени обратно в мирновременните 3-ти, 15-и и 35-и пехотен полк, както и 2-ри дивизионен артилерийски полк. До ликвидирането на полка са оставени няколко длъжностни лица, като последната заповед е от 4 юли 1943 година.